# زیردریایی ای‌جی-۱۱
زیردریایی ای‌جی-۱۱ (به انگلیسی: Russian submarine AG-11) یک زیردریایی بود که طول آن ۱۵۰ فوت ۳ اینچ (۴۵٫۸۰ متر) بود. این زیردریایی در سال ۱۹۱۶ ساخته شد.